# 4522 Britastra
4522 Britastra eller 1980 BM är en asteroid i huvudbältet som upptäcktes den 22 januari 1980 av den amerikanske astronomen Edward L.G. Bowell vid Anderson Mesa Station. Den är uppkallad efter British Astronomical Association.
Asteroiden har en diameter på ungefär 20 kilometer och den tillhör asteroidgruppen Adeona.